# ダニエル・ケート
ダニエル・ケート（Daniel Quate、1980年4月2日 - ）は、ニュージーランドのラグビー選手。

## プロフィール
- ニュージーランドのネーピア出身。
- ポジションはロック(LO)、フランカー(FL)。
- 身長 196cm、体重 110kg
- 日本代表キャップは1（2022年3月現在）。

## 略歴
ナピール高校卒業後、2006年、トヨタ自動車ヴェルブリッツ(現・トヨタヴェルブリッツ)に加入。同年9月3日に行われたジャパンラグビートップリーグ第1節の三洋電機ワイルドナイツ戦に先発出場で日本での公式戦初出場を果たす。
2009年11月15日に行われたリポビタンDチャレンジ2009カナダ戦にて途中出場で日本代表初キャップを獲得した。
2010年、ヤマハ発動機ジュビロ(現・静岡ブルーレヴズ)に加入。1シーズン在籍した。